# Heimbachtal
Das Naturschutzgebiet Heimbachtal liegt auf dem Gebiet der Gemeinde Extertal im Kreis Lippe in Nordrhein-Westfalen.

## Lage
Das aus drei Teilflächen bestehende Gebiet erstreckt sich östlich von Bösingfeld, einem Ortsteil von Extertal, zu beiden Seiten der Landesstraße 861. Durch das Gebiet fließt der Heimbach, ein rechter Zufluss des Beberbachs. Südlich erstreckt sich das rund 67,9 Hektar große Naturschutzgebiet Hummerbachtal. Am östlichen und südöstlichen Rand des Gebietes verläuft die Landesgrenze zu Niedersachsen.

## Bedeutung
Das etwa 102 Hektar große Gebiet mit der Schlüssel-Nummer LIP-081 steht seit dem Jahr 2007 unter Naturschutz.